# Amasya
Amasya je město v Turecku, hlavní město stejnojmenné provincie v Černomořském regionu. Roku 2014 zde žilo 98 935 obyvatel. Město se nachází v oblasti v historii nazývané jako Pontus.

## Historie
Od 3. století př. n. l. bylo město sídlem pontských králů. Roku 70 př. n. l. se pak stalo součástí Římské říše, na konci století 4. přešlo pod Východořímskou říši. V roce 1075 n. l. byla Amasya dobyta Turky a stala se součástí Seldžucké říše. Později bylo město součástí Osmanské říše. V tomto období se Amasya stala centrem islámské kultury.